# Distretto di Buharkent
Il distretto di Buharkent (in turco Buharkent ilçesi) è uno dei distretti della provincia di Aydın, in Turchia.